# جبر جغرافیایی (آلبوم)
جبر جغرافیایی نام آلبوم و ترانه مشهوری از محسن نامجو است. نام ترانه برگرفته از مصرع «این که زادهٔ آسیایی رو میگن جبر جغرافیایی» آن است.
از این ترانه در آثار گوناگونی از جمله فیلم تهران انار ندارد استفاده شده‌است.
آلبوم جبر جغرافیایی در ابتدا به شکلی غیررسمی پخش شده بود و در سال ۲۰۰۸ با ضبط و میکس مجدد و افزودن دو آهنگ دیگر با عنوان «اعتیاد میرزا» و «سیم باند» به شکل رسمی منتشر شد. 

## فهرست قطعه‌ها
| ردیف | عنوان        | طول  | توضیحات                                             |
| ---- | ------------ | ---- | --------------------------------------------------- |
| ۱    | آه که این‌طور | ۵:۰۴ |                                                     |
| ۲    | بیابان       | ۵:۱۳ | بر پایه آهنگی از جان لی هوکر                        |
| ۳    | بودا         | ۵:۳۷ | بر پایه آهنگی از اکسم آو چویس                       |
| ۴    | مرغ شیدا     | ۵:۱۵ | بر پایه ترانهٔ «مردی که دنیا را فروخت» از دیوید بویی |
| ۵    | ای کاش       | ۷:۰۵ |                                                     |
| ۶    | جبر          | ۶:۰۵ | بر پایه ترانهٔ «وزوز عشق» از شاکینگ بلو              |
| ۷    | شیرین        | ۴:۴۶ |                                                     |
| ۸    | سیم باند     | ۵:۴۸ |                                                     |